# Macarostola japonica
Macarostola japonica är en fjärilsart som beskrevs av Tosio Kumata 1977. Macarostola japonica ingår i släktet Macarostola och familjen styltmalar. Inga underarter finns listade i Catalogue of Life.